# Gemeinde Rogašovci
Rogašovci (deutsch Reissen) ist der Name einer Gemeinde und des namensgebenden Ortes in Goričko, dem hügeligen Teil der historischen Region Prekmurje in Slowenien.

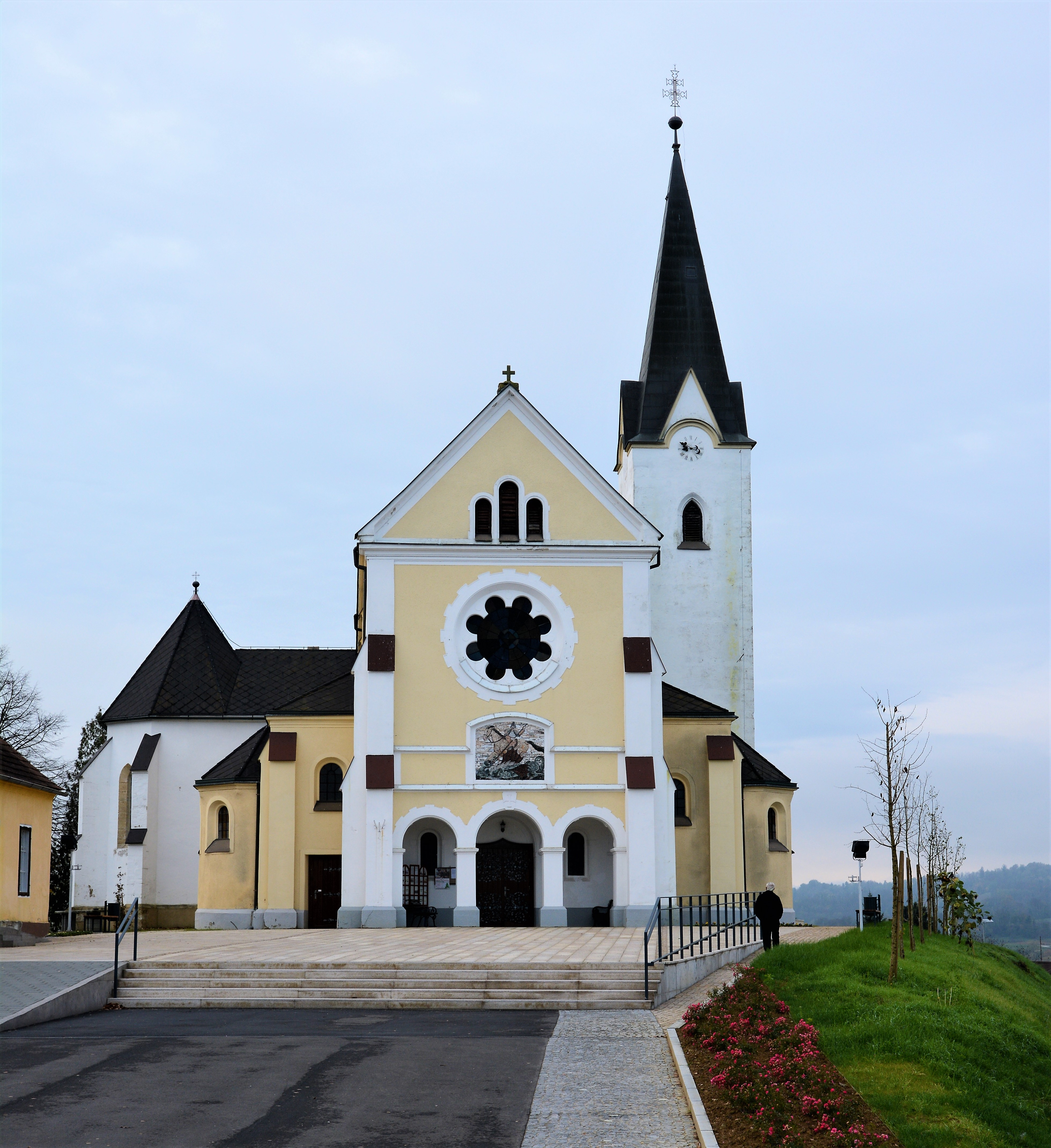
Kirche Sv. Jurij

## Geografie
Die Kommune nimmt den nordwestlichen Bereich des Hügel- und Grabenlandes von Goričko ein. Das Gemeindegebiet erstreckt sich über eine Fläche von 40,1 km² und grenzt im Norden an das österreichische Burgenland, im Osten an die Gemeinden Kuzma und Grad und im Süden an die Gemeinden Puconci und Cankova. Im Westen wird der Gemeindebereich durch den Grenzbach Kutschenitza (slow. Kučnica) von der österreichischen Steiermark getrennt. Diese Grenze zählt zu den ältesten Landesgrenzen in Europa. Das gesamte Gemeindegebiet gehört dem Dreiländerpark Raab-Goričko-Örseg an.
Im Norden des Gemeindegebiets befinden sich an der Grenze zu Österreich mit dem 418 m. i. J. hohen Sotinski breg und dem zwei Meter niedrigeren Serdiški breg die beiden höchsten Erhebungen der Regionen Prekmurje und Pomurska. Im Süden hat die Gemeinde einen kleinen Anteil am Hochwasserrückhaltebecken und Natura-2000-Gebiet Ledavsko jezero.

## Orte Ortschaften
Die Kommune setzt sich aus elf Ortschaften zusammen. Hinter den heutigen Ortsnamen sind die amtlichen ungarischen Exonyme von 1890 in Klammern angeführt.
- Fikšinci (ung. Kismáriahavas, dt. Füchselsdorf)[3]
- Kramarovci (ung. Határfalva, dt. Sinnersdorf)[3]
- Nuskova (ung. Dióslak, dt. Rotterberg)[3]
- Ocinje (ung. Gedőudvar, dt. Guitzenhof)[3]
- Pertoča (ung. Perestó, dt. Sankt Helena)[3]
- Rogašovci (ung. Szarvaslak, dt. Reissen)[3]
- Ropoča (Rétállás)
- Serdica (ung. Seregháza, dt. Rothenberg)[3]
- Sotina (ung. Hegyszoros, dt. Stadelberg)[3]
- Sveti Jurij (ung. Vízlendva, dt. Sankt Georgen)[3]
- Večeslavci (ung. Vasvecsés, dt. Sesseldorf)[3]

## Nachbargemeinden
|            | Österreich                                  | Kuzma   |
| Österreich | Kompassrose, die auf Nachbargemeinden zeigt | Grad    |
|            | Cankova                                     | Puconci |

## Kultur und Sehenswürdigkeiten
- Dreiländerecke bei Ocinje, mit Maria-Theresien-Stein (historische Grenzmarke)